# Championnat d'Antigua-et-Barbuda de football 2013-2014
Navigation
Saison précédente Saison suivante
La saison 2013-2014 du Championnat d'Antigua-et-Barbuda de football est la quarante-troisième édition de la Premier Division, le championnat de première division à Antigua-et-Barbuda. Les dix formations de l'élite sont regroupées au sein d'une poule unique où elles s'affrontent deux fois, à domicile et à l'extérieur. En fin de saison, les deux derniers du classement sont relégués et remplacés par les deux meilleures formations de First Division tandis que le 8e dispute un barrage de promotion-relégation.
C'est le SAP FC qui remporte la compétition cette saison après avoir terminé en tête du classement final, avec huit points d'avance sur Parham FC et douze sur Hoppers FC. Il s’agit du troisième titre de champion d'Antigua-et-Barbuda de l'histoire du club.

## Les clubs participants
- Hoppers FC
- Willikies FC
- All Saints United
- Old Road FC
- Potters Tigers FC - Promu de First Division
- Jennings Grenades FC - Promu de First Division
- Fort Road FC
- Bassa SC
- Parham FC
- SAP FC

## Compétition
Le barème de points servant à établir le classement se décompose ainsi :
- Victoire : 3 points
- Match nul : 1 point
- Défaite : 0 point

### Classement
| Rang | Équipe                | Pts | J  | G  | N | P  | Bp | Bc | Diff |
| ---- | --------------------- | --- | -- | -- | - | -- | -- | -- | ---- |
| 1    | SAP FC                | 46  | 18 | 14 | 4 | 0  | 43 | 13 | +30  |
| 2    | Parham FC             | 38  | 18 | 12 | 2 | 4  | 38 | 18 | +20  |
| 3    | Hoppers FC            | 34  | 18 | 11 | 1 | 6  | 38 | 20 | +18  |
| 4    | Jennings Grenades FCP | 27  | 18 | 8  | 3 | 7  | 34 | 23 | +11  |
| 5    | Bassa SC              | 25  | 18 | 7  | 4 | 7  | 30 | 28 | +2   |
| 6    | Fort Road FC          | 23  | 18 | 7  | 2 | 9  | 34 | 39 | -5   |
| 7    | Old Road FCT          | 22  | 18 | 5  | 7 | 6  | 25 | 23 | +2   |
| 8    | Willikies FC          | 17  | 18 | 5  | 2 | 11 | 17 | 31 | -14  |
| 9    | All Saints United     | 17  | 18 | 4  | 5 | 9  | 17 | 40 | -23  |
| 10   | Potters Tigers FCP    | 5   | 18 | 1  | 2 | 15 | 16 | 57 | -41  |

|  | Qualification pour le CFU Club Championship 2015 |
|  | Participation au barrage de promotion-relégation |
|  | Relégation directe en First Division             |
|  | T : Tenant du titre P : Promu de First Division  |

### Matchs

#### Barrage de promotion-relégation
Le 8e de Premier Division, Willikies FC, retrouve les 3e et 4e de First Division, Empire FC et Five Islands FC, en poule de promotion-relégation. Les trois équipes s'affrontent une fois, seule la meilleure d'entre elles est promue ou se maintient parmi l'élite.
| Rang | Équipe               | Pts | J | G | N | P | Bp | Bc | Diff |  | Résultats (▼ dom., ► ext.) | Will | Empi | Bull |
| ---- | -------------------- | --- | - | - | - | - | -- | -- | ---- |  | -------------------------- | ---- | ---- | ---- |
| 1    | Five Islands FC (D2) | 4   | 2 | 1 | 1 | 0 | 2  | 0  | +2   |  | Five Islands FC (D2)       |      |      | 2-0  |
| 2    | Empire FC (D2)       | 2   | 2 | 0 | 2 | 0 | 2  | 2  | 0    |  | Empire FC (D2)             | 0-0  |      |      |
| 3    | Willikies FC         | 1   | 2 | 0 | 1 | 1 | 2  | 4  | -2   |  | Willikies FC               |      | 2-2  |      |

- Five Islands FC prend la place de Willikies FC en Premier Division.

## Bilan de la saison
| Championnat d'Antigua-et-Barbuda de football 2013-2014 |                   |
| Champion                                               | SAP FC (3e titre) |
| Coupes et trophées                                     |                   |
| Vainqueur de la Coupe d'Antigua-et-Barbuda 2013-2014   | Non disputée      |
| Qualifications continentales                           |                   |
| CFU Club Championship 2015                             | SAP FC            |
| Promotions et relégations                              |                   |
| Promus en Premier Division                             | Ottos Rangers FC  |
| Promus en Premier Division                             | Urlings FC        |
| Promus en Premier Division                             | Five Islands FC   |
| Relégués en First Division                             | All Saints United |
| Relégués en First Division                             | Potters Tigers FC |
| Relégués en First Division                             | Willikies FC      |